# Сасо-Ка Ђероза (Верона)
Сасо-Ка Ђероза је насеље у Италији у округу Верона, региону Венето.
Према процени из 2011. у насељу је живело 43 становника. Насеље се налази на надморској висини од 86 м.